# كهف الأشباح
كهف الأشباح هو عبارة عن كهف، بحقل بركاني يبعد حوالى 180كم شمالي شرق الطائف في السعودية. يتميز بطوله، وامتداده بشكل هلالي.

## الموقع
يقع الكهف في «حرة كشب» بالقرب من مدينة الطائف السعودية، بالقرب من فوهة الوعبة البركانية التي تعتبر من أكبر الحقول البركانية في السعودية.

## التسمية
سمي بكهف الأشباح بسبب الأساطير من وجود جن وشياطين وأشباح تتتواجد داخل الكهف، أو أن نيزك ضرب الجبل مما نتج عنه الكهف وجميعها لم تثبت صحتها.